# 基础学科拔尖学生培养试验计划
基础学科拔尖学生培养试验计划1.0，简称“拔尖计划1.0”，由中华人民共和国教育部2009年底开始实施，目的就是培养拔尖创新人才。这项计划是由中央专项直接拨款来支持入选研究型大学，立足于中国的未来，培养拔尖的、优秀的大学生，着眼于培养世界基础科学中的领军人物。截止2011年，中國大陸地區共有21所高校入选。该计划将首先从数学、物理、化学、生物、计算机等5个基础学科开始试验。由教育部联合中组部、财政部共同实施。
基础学科拔尖学生培养计划2.0基地，也称中华人民共和国教育部基础学科拔尖学生培养计划2.0基地，是教育部2020年启动“基础学科拔尖学生培养计划2.0”（简称拔尖计划2.0，也称珠峰计划）规划建设的基础学科拔尖学生培养基地，计划建设260个基地，其中包括190个左右的理科基地、60个左右的文科基地以及10个左右的医科基地，分三年完成。拔尖计划2.0的实施范围从拔尖计划1.0的纯理拓展到大理、大文、大医，包括数学、物理学、力学、化学、生物科学、计算机科学、天文学、地理科学、大气科学、海洋科学、地球物理学、地质学、心理学、哲学、经济学、中国语言文学、历史学、基础医学、基础药学、中药学等20个类别。 

## 院校名单
以下名单按照省区排列。
| 省区名 | 数目 | 院校名称                                              |
| ------ | ---- | ----------------------------------------------------- |
| 北京   | 4    | 北京大学 · 清华大学 · 北京师范大学 · 北京航空航天大学 |
| 天津   | 1    | 南开大学                                              |
| 上海   | 3    | 复旦大学 · 上海交通大学 · 同济大学                    |
| 安徽   | 1    | 中国科学技术大学                                      |
| 江苏   | 1    | 南京大学                                              |
| 浙江   | 1    | 浙江大学                                              |
| 陕西   | 1    | 西安交通大学                                          |
| 吉林   | 1    | 吉林大学                                              |
| 四川   | 1    | 四川大学                                              |
| 甘肃   | 1    | 兰州大学                                              |
| 广东   | 1    | 中山大学                                              |
| 山东   | 1    | 山东大学                                              |
| 湖北   | 1    | 武汉大学                                              |
| 福建   | 1    | 厦门大学                                              |
| 黑龙江 | 1    | 哈尔滨工业大学                                        |
| 长沙   | 1    | 中国人民解放军国防科技大学                            |